# The Last Temptation
The Last Temptation je dvacáté studiové album rockera Alice Coopera. Vyšlo u vydavatelství Epic Records v červenci 1994. Jedná se o první nahrávku po Cooperově konverzi ke křesťanství a jeho první konceptuální album od vydání DaDa. Je pojato jako temná mravoučná bajka, popisující příběh chlapce Stevena pokoušeného přízračným principálem, aby se připojil k jeho snovému divadlu a zůstal v něm navždy. Ke skladbám „Lost in America“ a „It's Me“ vznikl videoklip.
Na námětu alba spolupracoval Cooper se spisovatelem a komiksovým scenáristou Neilem Gaimanem, ten na motivy alba vytvořil i stejnojmenný komiks (česky vyšel pod názvem Alice Cooper: Poslední pokušení).

## Komiks
Za scénářem komiksu inspirovaného albem stojí Neil Gaiman, grafickou podobu obstaral kreslíř Michael Zulli. Komiks vyšel u Marvel Comics, později ho přetisklo nakladatelství Dark Horse Comics. Česky komiks vydalo Comics Centrum v roce 2003.

## Děj
Hlavním protagonistou je ustrašený patnáctiletý chlapec Steven hledající zábavu. Steven je v příběhu prolínajícím sny s realitou pokoušeného přízračným principálem, aby se navždy připojil k jeho snovému divadlu skutečna – nejúžasnějšímu Guignolu. Postava Stevena se objevuje již v textech na albu Welcome to My Nightmare i pozdějších Cooperových albech, principál se nepředstavuje, ale v komiksovém zpracování používá pro Alice Coopera typickou jevištní image s cylindrem a líčením okolo očí.
Album otvírá skladba „Sideshow“ (Doprovodný program), následuje „Nothing's Free“ (Nic není zadarmo), dávající tušit háček.
Skladby „Bad Place Alone“ (Sám na špatném místě), „Lost in America“ (Ztracen v Americe) a „You're My Temptation“ (Jsi mé pokušení) jsou částmi hry, které principál pro Stevena připravil, aby ho přesvědčil, že ho v obyčejném životě nic nečeká a zlákal ho k tomu, aby v divadle zůstal navždy.
Steven opouští divadlo („Stolen Prayer“ – Ukradená modlitba) a vrací se do skutečného života, nadále ale svádí boj s pokušením („Unholy War“ – Nesvatá válka). Následující dvě písně popisují sny. V baladě „It's Me“ (Jsem to já) vystupuje dobrá andělská postava, v „Lullaby“ (Ukolébavka) naopak pod postelí ožívají Stevenovy dětské noční můry. Album uzavírá „Cleansed By Fire“ – Očista ohněm. Steven se vrátil do divadla aby odmítl principálovu nabídku a snové divadlo nechává shořet.
Sám Alice o albu v rozhovoru pro on-line magazín HM prohlásil: „The Last Temptation pro mě mělo dobrou dějovou linku, bylo o dítěti kterému bylo nabídnuto vše, a samozřejmě to byla paralela ke Kristu pokoušenému na poušti. [...] Cirkus je jakoby synonymem světa. Showman [principál] synonymem pro věci spojené se Satanem.“

## Seznam skladeb
1. „Sideshow“ (Alice Cooper, Brian Smith, Michael Brooks, Jon Norwood, Dan Wexler, Bud Saylor) – 6:39
2. „Nothing's Free“ (Cooper, Wexler, Saylor) – 5:01
3. „Lost in America“ (Cooper, Wexler, Saylor) – 3:54
4. „Bad Place Alone“ (Cooper, Wexler, Saylor) – 5:04
5. „You're My Temptation“ (Cooper, Jack Blades, Tommy Shaw) – 5:09
6. „Stolen Prayer“ (Chris Cornell, Cooper) – 5:37
7. „Unholy War“ (Cornell) – 4:10
8. „Lullaby“ (Cooper, Jim Vallance) – 4:28
9. „It's Me“ (Cooper, Blades, Shaw) – 4:39
10. „Cleansed By Fire“ (Cooper, Mark Hudson, Steve Dudas, Saylor) – 6:12

## Sestava
- Alice Cooper – zpěv
- Stef Burns – kytara, doprovodné vokály
- Greg Smith – basová kytara doprovodné vokály
- Derek Sherinian – klávesy doprovodné vokály
- David Uosikkinen – bicí

- Chris Cornell – zpěv v "Stolen Prayer" a "Unholy War"
- Don Wexler – kytara v "Lost In America"
- John Purdell – klávesy "You're My Temptation", "Lullaby" a "It's Me"
- Lou Merlino – doprovodné vokály
- Mark Hudson – doprovodné vokály
- Craig Copeland – doprovodné vokály
- Brett Hudson – doprovodné vokály